# Иньду
Иньду́ (кит. упр. 殷都, пиньинь Yīndū, буквально: «столица Инь») — район городского подчинения городского округа Аньян провинции Хэнань (КНР).

## История
В XIV веке до н. э. правитель государства Шан Пань Гэн перенёс сюда столицу, которая получила название Инь. В XI веке до н. э. после битвы при Муе династия Инь пала, и эти места потеряли былое значение
После того, как царство Цинь впервые в истории объединила Китай в единую империю, здесь был создан уезд Аньян. Начиная с империи Восточная Хань эти земли управлялась властями округа Вэйцзюнь (魏郡), размещавшимися в Ечэне. При империи Северная Чжоу в ходе кампании против мятежного генерала Юйчи Цзюна чэнсян Ян Гуань в 580 году сжёг Ечэн, после чего сюда были вынуждены перебраться власти уезда Есянь, округа Вэйцзюнь и области Сянчжоу. Город получил название Синьечэн (新邺城, «Новый Ечэн») и стал развиваться как политический, экономический и культурный центр региона.
В 1949 году урбанизированная часть уезда Аньян была выделена в отдельную административную единицу — город Аньян, который был разделён на четыре района. В 1974 году из части земель района Вэньфэн, Пригородного района и уезда Аньян был создан район Теси (铁西区, «западнее железной дороги»). В 2003 году были расформированы район Теси и Пригородный район, а из части их земель был образован район Иньду.
В 2016 году под юрисдикцию района Иньду была передана значительная территория, до этого входившая в состав уезда Аньян.

## Административное деление
Район делится на 9 уличных комитетов и 1 волость.